# Acidimetria
A acidimetria é o conjunto de métodos volumétricos utilizados em química para a determinação da acidez de uma solução. Um instrumento que avalie a acidez de uma solução é um acidímetro. 
Acidimetria é a determinação da concentração de um ácido através da reação deste com uma BASE CONHECIDA.
É sempre um método quantitativo de análise, em que se determina o valor desejado através da adição gradual de uma solução, cuja concentração é conhecida, sobre a solução analisada até que se complete a reacção que se prevê, medindo a quantidade gasta da primeira solução. Através de cálculos proporcionais, chega-se ao valor pretendido.l